# Matthias Bluhm
Matthias Bluhm (* 30. Juli 1962) ist ein deutscher Tischtennisspieler. Er spielte in der Bundesliga. Bei Deutschen Meisterschaften der Erwachsenen gewann er eine Bronzemedaille.

## Werdegang
Matthias Bluhm begann mit dem Tischtennissport beim Verein TSV Hohenhorst. Ab Mitte der 1980er Jahre bis Mitte der 1990er Jahre trat er mit mehreren Vereinen in der 2. und 1. Bundesliga an. Zu seinen größten Erfolgen zählt der Gewinn der Bronzemedaille im Doppel mit Claus Mattern bei der Deutschen Meisterschaft 1986.
Weitere vordere Platzierungen erzielte er bei Senioren-Europameisterschaften.

## Privat
Matthias Bluhm studierte an der Universität Münster. Von Beruf ist er Geoinformatiker. Sein Sohn Florian hat im Tischtennis ebenfalls Bundesligastärke.

## Turnierergebnisse
| Verband | Veranstaltung                    | Jahr | Ort        | Land | Einzel | Doppel | Mixed | Team |        |  |
| ------- | -------------------------------- | ---- | ---------- | ---- | ------ | ------ | ----- | ---- | ------ |  |
| GER     | Hamburger Meisterschaft          | 1984 |            | GER  | Gold   |        |       |      | [ 13 ] |  |
| GER     | Hamburger Meisterschaft          | 1985 |            | GER  | Gold   |        |       |      | [ 13 ] |  |
| GER     | Hochschulmeisterschaft           | 1987 | Göttingen  | GER  | Bronze | Silber |       |      | [ 14 ] |  |
| GER     | Hochschulmeisterschaft           | 1990 | Marburg    | GER  | Bronze |        |       | Gold | [ 10 ] |  |
| GER     | Senioren-Europameisterschaft Ü50 | 2019 | Budapest   | HUN  |        | Silber |       |      | [ 15 ] |  |
| GER     | Senioren-Europameisterschaft Ü60 | 2023 | Sandefjord | NOR  | Bronze | Bronze |       |      | [ 16 ] |  |